# 중심력
고전역학에서 물체에 작용하는 중심력(central force)은 힘 (물리학)의 중심이라는 점을 향하거나 멀어지는 힘이다.
{\displaystyle {\vec {F}}=\mathbf {F} (\mathbf {r} )=\left\vert F(\mathbf {r} )\right\vert {\hat {\mathbf {r} }}}
여기서 {\textstyle {\vec {F}}}는 힘, F는 벡터장력, F는 스칼라장력이고 r은 위치벡터, ||r||은 그 길이, {\textstyle {\hat {\mathbf {r} }}=\mathbf {r} /\|\mathbf {r} \|}은 일치하는 단위벡터이다.
모든 중심력장이 보존적이거나 구형 대칭인 것은 아니다. 그러나 중심력은 구형 대칭이거나 회전 불변인 경우에만 보존적이다.

## 같이 보기
- 중심 퍼텐셜 속 입자